# Гуаиба
Гуаиба (порт. Guaíba) — муниципалитет в Бразилии, входит в штат Риу-Гранди-ду-Сул. Составная часть мезорегиона Агломерация Порту-Алегри. Входит в экономико-статистический микрорегион Порту-Алегри. Население составляет 93 217 человек на 2007 год. Занимает площадь 376,973 км². Плотность населения — 280,7 чел./км².
Праздник города — 14 октября.

## История
Город основан 14 октября 1926 года.

## Статистика
- Валовой внутренний продукт на 2005 год составляет 1 154 754 000,00 реалов (данные: Бразильский институт географии и статистики).
- Валовой внутренний продукт на душу населения на 2005 год составляет 11 098,00 реалов (данные: Бразильский институт географии и статистики).
- Индекс развития человеческого потенциала на 2000 год составляет 0,815 (данные: Программа развития ООН).

## География
Климат местности: субтропический. В соответствии с классификацией Кёппена, климат относится к категории Cfa.